# Evacanthus flavocostatus
Evacanthus flavocostatus är en insektsart som beskrevs av Li och Wang 1996. Evacanthus flavocostatus ingår i släktet Evacanthus och familjen dvärgstritar. Inga underarter finns listade i Catalogue of Life.